# HD 189733
HD 189733 (również V452 Vulpeculae) – układ podwójny położony w odległości ok. 63 lat świetlnych w gwiazdozbiorze Liska. Nie jest on widoczny gołym okiem, ale można go zaobserwować już za pomocą lornetki lub lunety. Znajduje się on 0,3 stopnia na wschód od mgławicy Hantle (M27).

## Struktura układu
Główna gwiazda układu to pomarańczowy karzeł (HD 189733 A) typu widmowego K1V (pierwotnie uważano, że ma typ widmowy zbliżony do Słońca) o masie ok. 0,8 mas Słońca i promieniu równym ok. 78% promienia Słońca. Wiek gwiazdy ocenia się na ok. 600 milionów lat. W 2005 potwierdzono informację, że dookoła tej gwiazdy krąży planeta. Odkrytą planetę oznaczono HD 189733 b. Należy ona do kategorii gorących jowiszy i okrąża swą gwiazdę w ciągu zaledwie 2,2 dnia w średniej odległości 0,03 j.a.
Drugi składnik układu to czerwony karzeł (HD 189733 B) typu widmowego M, odkryty w ramach przeglądu nieba 2MASS. W 2006 dowiedziono, że gwiazdy te obiegają się wzajemnie w odległości 216 j.a. w czasie 3200 lat.